# André Du Chesne
Pour les articles homonymes, voir Duchesne.
André Du Chesne, dit Duchesne, appelé en latin Andreas Chesneus, Andreas Chesnaeus, ou Andreas Querneus, voire Andreas Quercetanus, né le 1er mai 1584 à L'Île-Bouchard, et mort le 30 mai 1640 à Paris, est un géographe et un historiographe français qui a été vu comme le père de l'histoire moderne.
Contemporain des savants du cercle de Mersenne, lui-même génie précoce et prolifique mais, de son propre aveu, brouillon, il a inauguré, en créant un réseau personnel de bibliothécaires et archivistes, une méthode basée sur la collecte et l'exploitation systématique des documents qui, faisant fi de la tradition et des légendes, préfigure l'école méthodique.

## Biographie

### Extraction et formation (1584-1604)
André du Chesne  naît près de Chinon à L'Île-Bouchard, place saumuroise que gouvernait son arrière-grand-père paternel à la frontière de la Touraine. Il est le dernier des quatre fils de Tanneguy Gabriel Duchesne, écuyer et seigneur de la Sansonnière, qui est un modeste château du Baugeois situé au sud d'Auverse, et de Jeanne de Baudry, une tourangelle. Sa lignée compte plusieurs capitaines et remonte à un chevalier mentionné dans un acte de 1260, Baudouin du Chesne. La famille porte d'argent, à deux écureuils passants, de gueules, ombrés, le second contourné. L'aîné, Louis, étant destiné à hériter de la seigneurie de la Sansonnière, le puiné, Pierre, fait une carrière militaire qui se terminera prématurément au grade de capitaine de compagnie d'infanterie sur un champ de bataille des Pays-Bas, durant la guerre de Quatre-Vingts Ans. Mathurin deviendra bourgeois de Paris.
La petite enfance d'André, le benjamin, se déroule durant le dernier épisode de la Guerre de religion qui conduit en 1594 Henri de Navarre sur le trône de France. À l'âge de raison, il est envoyé au pensionnat bénédictin de Loudun, ville dont la population restée réformée a souffert des pillages vingt-cinq ans plus tôt durant la croisade contre les huguenots. Elle compte plusieurs maîtres particuliers et de nombreux lettrés libertins marqués par l'éthique de tolérance, tels le poète Charles Rogier et son frère, le médecin Daniel Rogier, qui, parvenu à la fin de son âge, en 1632, expertisera les possédées de Loudun et démontrera, finalement en vain, l'absence de surnaturel dans cette affaire.
Sa rhétorique terminée précocement, le jeune Duchesne intègre à Paris le collège jésuitique de Boncourt, où il reçoit l'enseignement de l'humaniste Jules-César Boulenger. De bonne heure il s'est consacré à la recherche historique et géographique et son premier travail, publié dans sa dix-septième année, laisse déjà voir une grande érudition. Egregiarum seu selectarum lectionum et antiquitatum liber est une compilation dédiée à son maître relative aux usages de l'Antiquité romaine. Le bibliographe ne se défera plus jamais de cette méthode qui est d'accumuler les documents et s'en tenir aux textes comme à des preuves.
Parallèlement à ses études, il se livre à l'élaboration d'ouvrages susceptibles de piquer la curiosité de l'honnête homme, ce qui est une manière de s'introduire dans une société mondaine et de fuir l'exemple de ses maîtres et la carrière ecclésiastique que lui assignent sa position dans la phratrie et ses dispositions intellectuelles.

### Famille
Son fils, François Duchesne, fut également un historien.

### Les débuts d'un ambitieux (1605-1614)
En 1605, pour séduire le public féminin, André du Chesne publie un « cabinet des dames » qui, sous le masque d'une invitation à l'élévation mystique de l'âme, tend un miroir du corps féminin et de ses atours à un esprit qui se retrouvera dans l'Homme de Cour de Balthazar Gracian. Figures mystiques, dissertation ornée de conseils esthétiques sur ce qu'est la beauté, l'élégance, le bon goût, est dédié à Martin Ruzé, un vieux compagnon tourangeau du galant Henri IV qui s'est illustré par les armes contre la très moralisatrice Ligue. L'auteur épouse la véritable destinataire, Susanne Soudan, deux ans plus tard, en 1608. Il a vingt quatre ans et publie successivement plusieurs ouvrages d'histoires, qui, mêlant généalogies et curiosités, sont susceptibles de complaire à quelques grands personnages.
Peu après l'assassinat d'Henri IV et l'avènement du jeune Louis XIII, le tourangeau François d'Amboise, maître des requêtes et conseiller mis à la retraite par la très catholique Régente, le convainc de le suivre à l'abbaye du Paraclet, en Champagne, où l'abbesse Marie de La Rochefoucauld confie au jeune et brillant latiniste le soin de publier pour la première fois les manuscrits d'Abailard, en particulier la correspondance scabreuse échangée avec Héloïse. C'est toutefois en latin, pour un public choisi, que le texte paraît en 1615 avec une préface apologétique signée François d'Amboise, qui fait scandale parce qu'elle fait l'éloge d'un philosophe considéré alors comme hérétique. Abélard, avec un demi millénaire d'avance, s'y révèle libre penseur. Dès la seconde édition, l'ouvrage est mis à l'Index.

### Une méthode nouvelle (1615-1616)
Entretemps, en 1613 ou 1614, André du Chesne a accédé à la charge de géographe du Roi, c'est-à-dire qu'il est un directeur de recherche employé par l'état. Cette position lui permet d'entrer en contact directement, parfois non sans froisser la susceptibilité de quelques sous-bibliothécaires, avec les archivistes des bibliothèques monastiques ou capitulaires. En quelques années, il tissera un réseau de correspondants.
C'est ainsi par exemple qu'il se fera prêter des pièces par le chanoine Nicolas Camusat du diocèse de Troyes dans lequel se trouve le Paraclet, par le doyen de la cour des aides de Rouen Jean Bigot, qui est un riche bibliophile intéressé par ses conseils, par le jeune jésuite Jean Bolland qui correspond avec un ami de ce même Bigot et qui reprendra à Anvers quinze ans plus tard le projet encyclopédique de Héribert Rosweyde, par Aubert Le Mire, aumônier bruxellois du gouverneur du Royaume belge Albert de Hasbourg. A Paris même, André du Chesne travaille dès 1616 avec le père Martin Marrier de l'abbaye clunisienne de Saint Martin des Champs. A Aix, Claude Fabry de Peiresc, ami de Pierre Gassendi, se fera à partir de 1618 son agent prospecteur pour la Provence.
Avec les nombreux interlocuteurs bénévoles qui finissent par lui apporter leurs concours, l'officier du Roi se montre original en appelant à contributions particuliers, notaires, greffiers des parlements, clercs de chambre des comptes, et en mettant délibérément en place une habitude de partager gracieusement les documents, les copies et les résultats de leur exploitation. Remarquée par les contemporains, cette attitude neuve de mettre « au poings des larrons les clefs de leurs trésors » ne va pas toujours sans fâcher les autorités comme il arrivera au  Père Migne deux siècles plus tard. En revanche, le savant restera son unique secrétaire en écrivant lui-même ses milliers de folios, soit plus d'une page par jour pendant vingt six années.

### Carrière institutionnelle (1617-1639)
Sa position officielle amène André du Chesne à former et commencer en 1617 le projet d'une géographie de chaque province du Royaume. Il s'appuie sur ce programme pour soumettre au Roi un second projet, plus ambitieux, inspiré par les œuvres des calvinistes Pierre Pithou et Marquard Freher, la compilation de l'ensemble des écrits relatifs à l'histoire de France, qui sera l'œuvre de toute sa vie. Louis XIII agrée et fixe ses appointements annuels à deux mil quatre cents livres.
De Susanne Soudan, alias Soudain, André du Chesne a deux fils, François Denis, né en 1616, et André, né le 15 septembre 1619. Il se fait construire un hôtel à Paris près du palais de la Reine, rue Saint-André-des-Arts, à hauteur de l'actuel n° 27, mais continuera de résider rue des Deux portes Saint Benoît, près du Louvre.
Richelieu, qui appelle André du Chesne « mon bon voisin » en référence à leur commune origine loudunaise et devient ministre principal en 1624, ne lui fera pas encourir de disgrâce. En 1631 , il lui dicte sa généalogie mais le savant se montre, contrairement à d'autres, sans complaisance sur les racines du personnage, plus modestes que ce que celui-ci espérait, et ne tait pas qu'elles ne se rattachent aux branches royales que par les femmes et par mariages. N'appartenant pas à ce cercle de lettrés courtisans qui bénéficie des largesses du cardinal, c'est toujours à travers des tracasseries que le géographe du Roi se fait verser sa pension
Ce n'est que tardivement, peut être en 1632 en récompense des Scriptores historiae francorum ou en 1635, qu'il ajoute à sa première charge celle d'historiographe. Sa pension est alors portée à mil écus, soit trois mil livres. Devenu veuf, il se remarie le 26 août 1635 à Valentine de Vaucorbeil, dont le frère, Jean, est lieutenant des eaux et forêts de la prévôté et vicomté de Paris. Une fille, née le 10 mai 1636, deux semaines avant terme, ne survit que six jours.

### Décès et plagiats (1640-1646)
Le 30 mai 1640, aux abords de Bourg-la-Reine, André du Chesne bascule avec la charrette qu'un charretier téméraire a voulu conduire dans une ornière en pente et qui le ramène avec sa famille de la maison de campagne que son épouse possède à Verrières. Écrasé par le moyeu arrière, il meurt d'une hémorragie viscérale durant son transport à son domicile. Le lendemain de l'accident, au terme d'un office funèbre célébré en l'église Saint Côme, il est inhumé aux côtés de sa première femme, dans le cimetière de Saint-André-des-Arts, au cœur du quartier latin.
Treize jours plus tard, des lettres patentes transfèrent à son héritier titre et pension. Les volumes III à IV du Recueil des historiens français, déjà sous presse, paraissent en 1641. La veuve se remarie le 14 avril 1642 à un avocat au Parlement, Jacques Ivard, lui aussi historiographe du Roi. Les beaux-fils de celle-ci achèveront leurs études sous la tutelle de leur oncle paternel Mathurin. L'aîné, François, devenu avocat, publie en 1649 un cinquième volume du Recueil, qui, des douze initiaux, en prévoyait finalement vingt-quatre dont six consacrés à la géographie. Privé dès 1643 du titre d'historiographe royal de son père et de la pension afférente, qu'il retrouvera toutefois quinze ans plus tard, le fils ne réussira pas à faire rendre justice à une œuvre laissée en plan.
Certains travaux d'André du Chesne se retrouvent à partir de 1643 dans les hagiographies publiés par la société savante des Bollandistes dans les Acta Sanctorum. D'autres, probablement vendus, se retrouvent dans plusieurs scriptoriums, notamment celui de Saint Germain des Prés, abbaye voisine de son hôtel particulier. Les plus approfondis font la matière d'ouvrages publiés sous d'autres noms, en particulier un bon tiers de ceux que signe le bibliothécaire de Colbert, Étienne Baluze, ou encore, un demi-siècle plus tard, quelques copies produites par le collectionneur François Roger de Gaignières. Jean du Boucher, un faussaire impliqué avec Baluze dans les prétentions de l'ancêtre du Cardinal de Bouillon, Annet IV de La Tour du Dauphiné, au titre de La Tour d'Auvergne, publie en 1646 un plagiat de l'Origine de Charlemagne détourné dans le sens d'une continuité généalogique entre Mérovingiens, Carolingiens et Capétiens, dans lequel il cite une fois André du Chesne parmi d'autres sources.

### Survivance d'un projet encyclopédique
François du Chesne vendra à la Reine Christine quelques volumes qui se retrouveront à la Bibliothèque vaticane et quarante cinq à Colbert. Conservés dans la bibliothèque du fils de celui-ci, Seignelay, ils seront transférés au XIXe siècle à la Bibliothèque nationale de France. Le motif de Colbert est un projet encyclopédique plus général. Confié à une commission qui ne se réunira que dix ans après la mort du ministre, la Commission Bignon (en), le projet se concrétisera sous la direction de Réaumur, dans un tout autre domaine que l'histoire, par la publication à partir de 1709 de la Descriptions des arts et métiers. Les cinquante neuf volumes restés en possession de François du Chesne se retrouveront à la Bibliothèque du Roi quand un arrêt du Conseil d'État prononcé le 10 juillet 1708 les confisquera à son gendre et héritier, Jean Haudicquer de Blancourt, auteur d'armoriaux et de généalogies condamné et emprisonné à vie sept ans plus tôt pour faux en écriture. Ils rejoindront à leur tour la BNF.
Plusieurs commissions de savants, réunies en 1676 par Colbert, puis par Monseigneur Le Tellier, enfin en juin 1717 par le Chancelier d'Aguesseau, tenteront de publier à partir des manuscrits de Duchesne ce qui devait, en surpassant le Dictionnaire à entrées de Bayle, être la première encyclopédie d'histoire. L'ampleur des mises à jour nécessaires et l'obstruction de Seignelay, opposé à tout projet émanant de la coterie Louvois, auront raison du projet. C'est le bibliothécaire de Saint Germain des Prés Martin Bouquet et ses confrères mauristes qui le réaliseront en 1738 sous le titre Recueil des historiens des Gaules et de la France.

## Œuvre

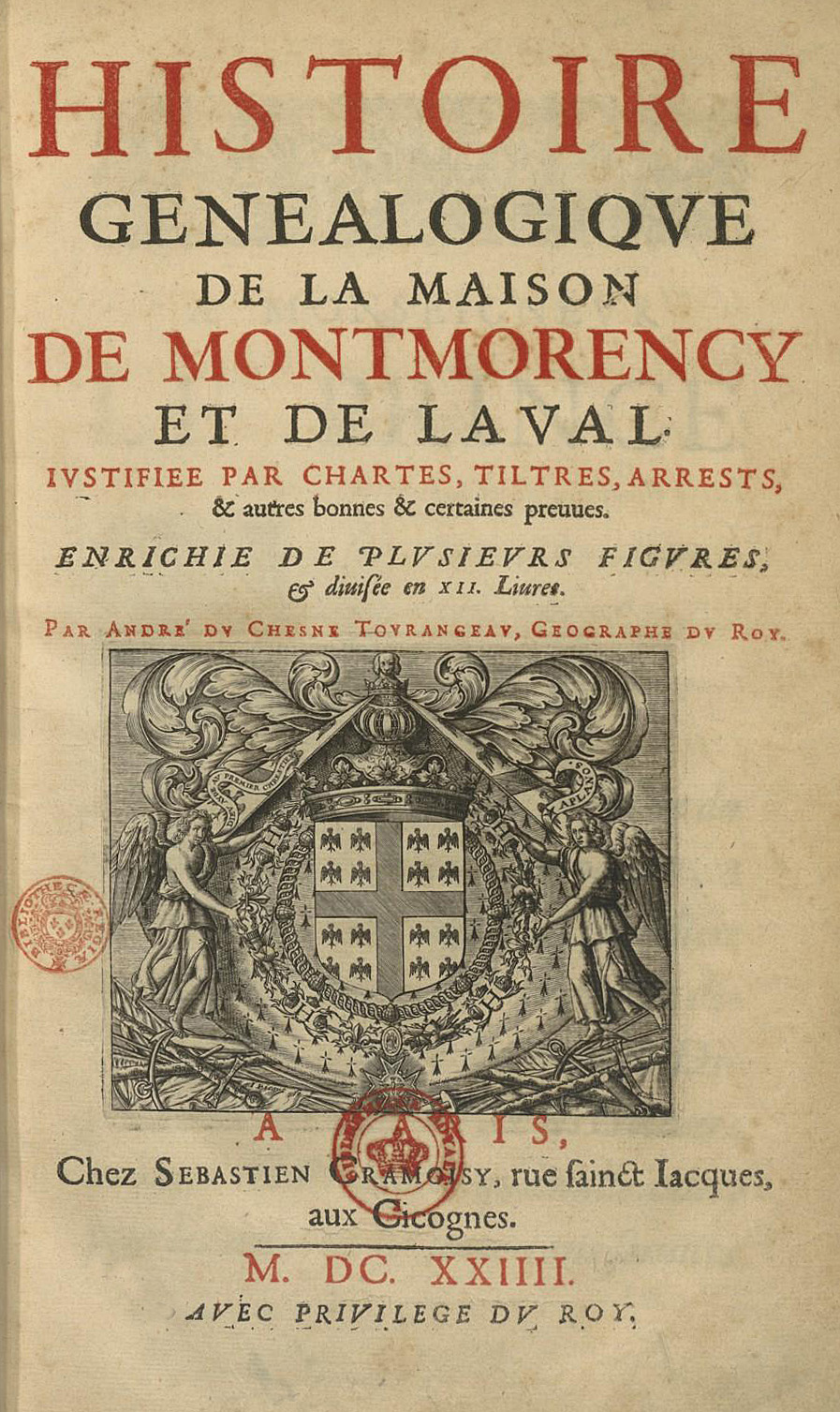
LHistoire généalogique de la maison de Montmorency et de Laval valut à son auteur en 1624 mil écus en remboursement de ses frais, soit l'équivalent de sa pension annuelle. L'ouvrage tuait la légende infamante répandue par la Chanson de Roland que l'ancêtre des Montmorency Ganelon aurait trahi Charlemagne.

### Versification
André du Chesne a diffusé sous le nom de Démophile, c'est-à-dire L'Ami du Peuple, des poèmes et des drames de sa composition mais rien n'en a été conservé.

### Essais
- Januariae Kalendae, seu de Solemnitate anni tam ethnicâ quam christianâ brevis libellus, Paris, 1602.

Comprend un poème en latin, Gryphus de ternario numero.
- Figures Mystiques du Riche et précieux Cabinet des dames, Toussaint du Bray, Paris, 1605.

### Traductions
- D. J. Juvénal, Les Satyres, Jean Le Bou, Paris, 1606, réed. 1607,
- M. Delrio, Les controverses et recherches magiques, R. Chaudière, Paris, 1611.

### Éditions
- É. Pasquier, La jeunesse d'Estienne Pasquier. Et sa suite., Jean Petit-Pas, Paris, 1610.
- Abélard & Héloïse, Opera, Nicolas Buon, Paris, 1615,

L'édition de 1615 ayant été saisie, c'est la seconde édition, celle de 1616, qui est considérée comme princeps. Publiée « censura doctorum Parisiensium » et « cum privilegio Regis », elle sera néanmoins mise à l'index.
- Alcuin, Opera, Sébastien Cramoisy, Paris, 1617,
- A. Chartier, Les œuvres, Samuel Thiboust, Paris, 1617.
- G. du Vair, Les œuvres de Messire Guillaume du Vair[4], Sébastien Cramoisy, Paris, 1641.